# 中洞駅 (京畿道)
中洞駅（チュンドンえき）は、大韓民国京畿道富川市素砂区松内洞にある、韓国鉄道公社（KORAIIL）京仁線（首都圏電鉄1号線）の駅である。駅番号は149。

## 歴史
- 1987年12月31日 - 鉄道庁（当時）の駅として開業。
- 2005年1月1日 - 鉄道庁の改組により韓国鉄道公社(KORAIL)の駅となる。

## 駅構造

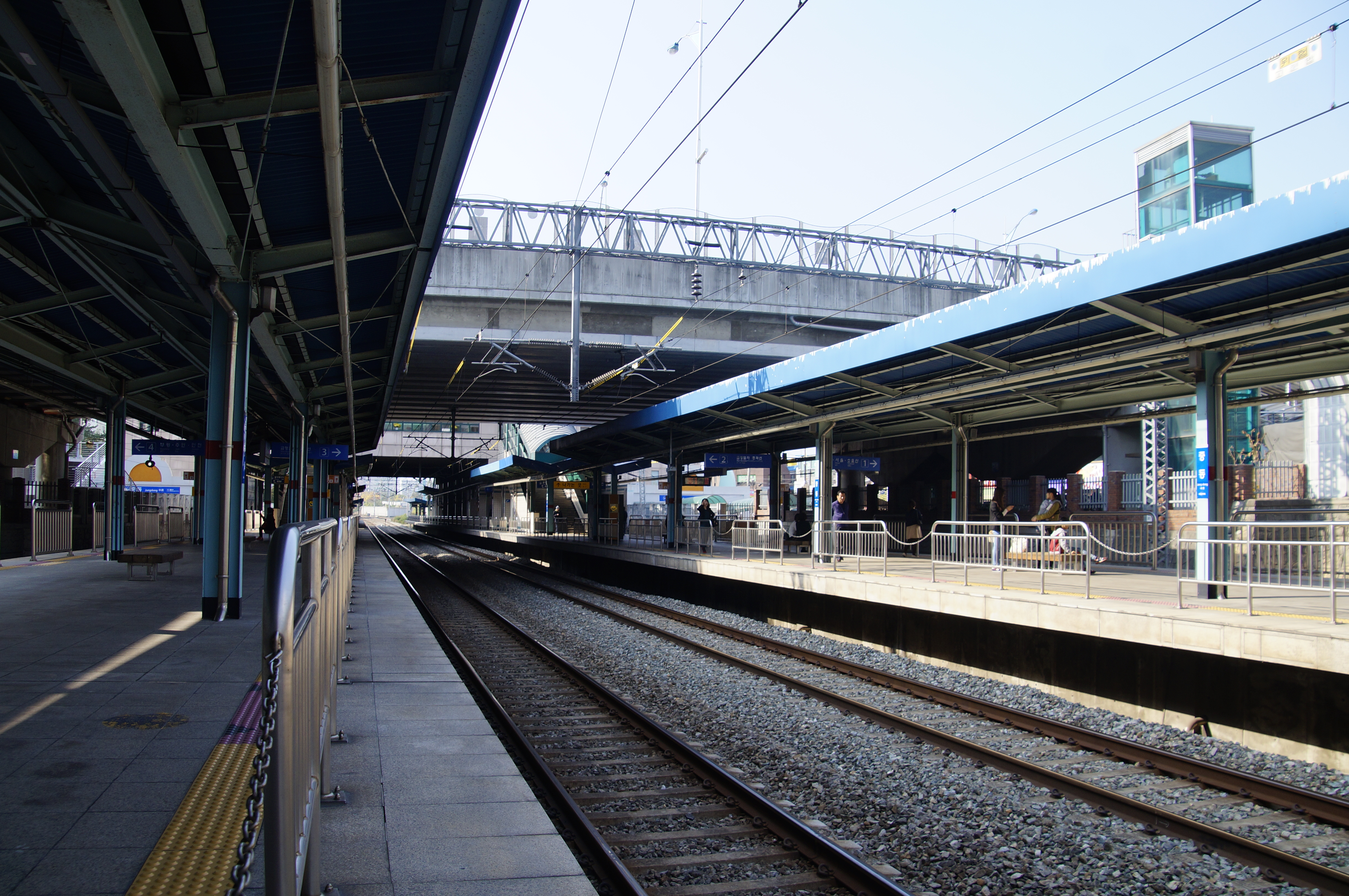
プラットホーム

島式ホーム2面4線の地上駅。

### のりば
| 1     | 京仁線（首都圏電鉄1号線） | 緩行（上り） | 九老・ソウル駅・清凉里・議政府・逍遥山方面 |
| 2・３ | 京仁線（首都圏電鉄1号線） | 特急・急行   | 全列車通過                                 |
| 4     | 京仁線（首都圏電鉄1号線） | 緩行（上り） | 松内駅・富平・朱安・仁川方面               |

## 利用状況
近年の1日平均利用人員推移は下記のとおりである。
| 路線   | 路線     | 2000年 | 2001年 | 2002年 | 2003年 | 2004年 | 2005年 | 2006年 | 2007年 | 2008年 | 2009年 | 出典  |
| ------ | -------- | ------ | ------ | ------ | ------ | ------ | ------ | ------ | ------ | ------ | ------ | ----- |
| 京仁線 | 乗車人員 | 13,642 | 15,376 | 16,429 | 16,374 | 12,106 | 10,838 | 10,263 | 10,682 | 10,171 | 11,528 | [ 1 ] |
| 京仁線 | 降車人員 | 10,534 | 12,704 | 13,493 | 14,386 | 11,037 | 10,191 | 10,890 | 10,057 | 9,493  | 10,731 | [ 1 ] |
| 路線   | 路線     | 2010年 | 2011年 | 2012年 | 2013年 | 2014年 | 2015年 | 2016年 | 2017年 | 2018年 | 2019年 | 出典  |
| 京仁線 | 乗車人員 | 11,670 | 11,715 | 11,529 | 10,780 | 10,670 | 10,441 | 10,295 | 10,120 | 9,916  | 10,020 | [ 1 ] |
| 京仁線 | 降車人員 | 10,793 | 10,903 | 10,796 | 9,904  | 9,940  | 9,857  | 9,657  | 9,481  | 9,282  | 9,407  | [ 1 ] |
| 路線   | 路線     | 2020年 | 2021年 | 2022年 | 2023年 |        |        |        |        |        |        |       |
| 京仁線 | 乗車人員 | 7,454  | 7,648  | 8,406  | 8,764  |        |        |        |        |        |        |       |
| 京仁線 | 降車人員 | 7,060  | 7,272  | 7,882  | 8,198  |        |        |        |        |        |        |       |

## 駅周辺

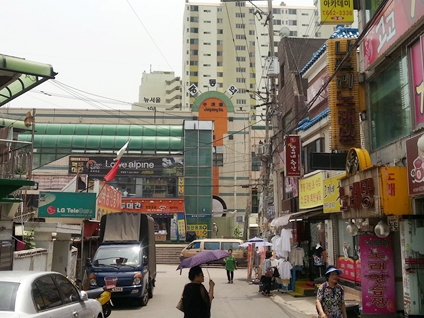
駅前風景

1980年代末から政府主導で開発された中洞新都市の玄関口。城南市の盆唐新都市や高陽市の一山新都市と同時期に開発されたが、両ニュータウンより規模は小さい。
- 中洞住民センター
- 中洞治安センター
- 富川西初等学校
- 富川高等学校（朝鮮語版）
- 富川女子高等学校（朝鮮語版）
- 富川工業高等学校（朝鮮語版）
- 富川松一初等学校（朝鮮語版）
- ロッテスーパー（朝鮮語版）松内店
- ホームプラスエクスプレス（朝鮮語版）富川中洞3店
- GSスーパーマーケット（朝鮮語版）富川松内店
- 新韓銀行富川中央支店

## 隣の駅
韓国鉄道公社
 京仁線（首都圏電鉄1号線）
特急・急行　
通過　
緩行
富川駅 (148) - 中洞駅 (149) - 松内駅 (150)